# Psefologia
La psefologia (dal greco antico ψῆφος, psephos, "ciottolo" che i Greci usavano per votare, e λόγος, logos, "studio") è una branca della scienza politica che si occupa dello studio e dell'analisi scientifica delle elezioni, del comportamento dell'elettorato e della sua composizione, e dello spostamento dei voti tra le forze politiche.
La psefologia utilizza diversi dati statistici, come i dati elettorali storici per circoscrizione di voto, i risultati dei sondaggi di opinione, informazioni sul finanziamento delle campagne elettorali.
Il termine è stato coniato nel 1952 dallo storico britannico Ronald McCallum.